# Paul Guiragossian
Paul Guiragossian (arménien occidental : Փօլ Կիրակոսեան ; 1926 - 20 novembre 1993) est un peintre arménien palestinien et libanais.

## Biographie

### Palestine
Paul Guiragossian est né de parents survivants du génocide arménien de 1915. Son père fait partie des 75 000 Arméniens de Cilicie et de Haute-Mésopotamie (Marach, Urfa, Mardin, Kilis et Entebbe) expulsés vers la Syrie ; certains de ces déplacés, dont lui, ont ensuite quitté la Syrie pour se rendre en Palestine, où il arrive en 1922. 
Paul Guiragossian est né selon les sources à Jérusalem ou à Bethléem.
La date de la naissance de Paul Guiragossian est incertaine : 1922 ou 1926 ou plus probablement décembre 1925. 
Le père de Paul Guiragossian était violoniste. Le jeune Paul est élevé dans des internats, grandit loin de sa mère qui devait travailler pour assurer l'éducation de ses deux fils.
Paul Guiragossian suit des études à Saint-Vincent, à Jérusalem, puis acquiert une formation auprès du peintre Pietro Abaghetti, à Jérusalem, au monastère salésien ; il s'initie là au dessin d’icônes dans la tradition byzantine. Il apprend aussi la calligraphie arabe avec un cheikh de Jérusalem.
Au début des années 1940, P. Guiragossian et sa famille s'installent à Jaffa ; il fréquente là le Studio Yarkon (1944-1945) qui lui permet de développer sa passion pour la peinture. 

### Exode en 1948
La famille de Paul Guiragossian doit quitter la Palestine au moment de la création de l'Etat d'Israël en 1948, comme des centaines de milliers d'autres Palestiniens. Sa vie est ainsi marquée par deux exils, celui des Arméniens, et celui des Palestiniens,.

### Liban
La famille de Paul Guiragossian s'installe au Liban dans un camp de réfugiés à Bourj Hammoud, dans la banlieue de Beyrouth. 
Dans les années 1950, Guiragossian enseigne l’art dans plusieurs écoles arméniennes et travaille comme illustrateur. Il lance ensuite sa propre entreprise avec son frère Antoine ; ils peignent des affiches de cinéma, et dessinent des illustrations de livres. Peu de temps après, il expose ses œuvres à Beyrouth puis dans le monde entier.
En 1956, Guiragossian remporte le premier prix d'un concours de peinture, ce qui lui vaut une bourse du gouvernement italien pour étudier à l'Accademia di Belle Arti di Firenze (Académie des Beaux-Arts de Florence). À Florence, il expose plusieurs fois, en commençant par une exposition personnelle en 1958 à la Galeria D'Arte Moderna "La Permanente".
En 1961, il retourne à Beyrouth. En 1962, il obtient une autre bourse, cette fois du gouvernement français, pour étudier et peindre à Paris à l'Atelier des Maîtres de l'Ecole de Paris et à la fin de cette année, il a une exposition personnelle à la Galerie Mouffe.
Paul Guiragossian est naturalisé libanais sous la présidence de Fouad Chehab, au début des années 1960.
Au milieu des années 1960, Guiragossian devient l’un des artistes les plus célèbres du mouvement artistique moderniste au Liban. Lorsque la guerre éclate au début des années 1970, son attachement au Liban s'accroît ; ses œuvres deviennent plus colorées, portant un message d'espoir pour son peuple.
En 1989, Guiragossian se rend à Paris pour exposer ses œuvres dans la Salle Des Pas Perdus de l'UNESCO et vit dans la ville avec une partie de sa famille jusqu'en 1991. Cette année-l), il présente une exposition personnelle à l'Institut du Monde Arabe, première exposition personnelle à l'IMA pour un artiste.
Guiragossian est décédé le 20 novembre 1993 à Beyrouth.
Son travail se trouve à la Galerie nationale d'Arménie.
Une première rétrospective de son oeuvre a lieu à Beyrouth en 2002, intitulée "Achille et la tortue" 

## Peinture
Parmi les thèmes importants de l'oeuvre figurent l'exil - doublement vécu - ; la vie de la rue à Bourj Hammoud et à Jérusalem ; la foi. Les personnages de travailleurs sont récurrents dans l'oeuvre.
Au fil du temps, le style du peintre évolue du figuratif vers l’abstraction. Dans ses tableaux de plus en plus abstraits, les détails du corps ne sont rendus que par des touches de peinture épaisses et lumineuses. Selon Kamal Boullata, «les figures verticales, qu'elles suggèrent le mouvement ou l'immobilité, qu'elles soient figuratives ou abstraites, sont systématiquement regroupées comme pour exprimer la fusion que l'artiste a vécue dans son identité arménienne et lors de son expérience palestinienne». "Les corps humains dans ses tableaux apparaissent souvent comme de longues tours, les visages sont indéfinis et sombres ; il soulignait les masses essoufflées et parfois bossues, qui rappellent l’image des réfugiés palestiniens et arméniens au Liban."

## Expositions[2]
Paul Guiragossian participe à plus de 30 expositions collectives. Ses expositions personnelles prennent place notamment dans les lieux suivants :
- la Galerie Alecco Saab (1960, 1962, 1963),
- la Galerie L’Amateur (1967, 1968, 1969),
- le Studio 27 (1972, 1973, 1974)
- Modulart (1974)

## Au théâtre
La pièce de théâtre du dramaturge libanais Roger Assaf   La ville aux miroirs  - titre que fait référence à Jérusalem - est un « jeu théâtral et pictural à partir des toiles du peintre Paul Guiragossian et des chroniques de Jérusalem avant 1948 » ; la pièce est jouée en arabe, puis en français,.

## Fondation Paul Guiragossian
En 2011, la famille a créé la Fondation Paul Guiragossian pour préserver et promouvoir son héritage.
La Fondation organise en 2013 une rétrospective de l'œuvre du peintre au Beirut Exhibition Center, intitulée  « The Human condition » (La condition humaine) . Elle est organisée à l'initiative de la fondation Paul Guiragossian par les curateurs Sam Bardawil et Till Fellrath (Art reoriented) avec le soutien de Solidere. OLJ
Une des oeuvres de Paul Guiragossian a été vendue lors d’une vente aux enchères organisée par Christie’s en 2013, pour 600 000 dollars lpdc

## Famille
Il est le frère aîné de Manuelle Guiragossian, également peintre.
En 1952, Paul épouse Juliette Hindian, une jeune peintre et une de ses anciennes élèves. Ensemble, ils ont eu six enfants, dont le peintre Jean Paul Guiragossian.

## Distinctions
Il est Chevalier de l’Ordre des Arts et des Lettres en 1984.

## Voir également
- Arméniens du Liban
- Quartier arménien de la vieille ville de Jérusalem